# しあわせな人生の選択
『しあわせな人生の選択』（しあわせなじんせいのせんたく、Truman）は、2015年のスペイン・アルゼンチンのコメディ
・ドラマ映画。監督はセスク・ゲイ。2015年のトロント国際映画祭の現代ワールドシネマ部門と、2015年のサン・セバスティアン国際映画祭のコンペティション部門で上映された。末期癌で死にゆく男とその友人による4日間の記録である。

## プロット
カナダで教師をしているトマスはマドリードに飛び、久々に再開した友人で俳優のフリアンとともに4日間を過ごす。フリアンは末期癌に侵されているが、治療の停止を決意する。ふたりはフリアンの忠犬トルーマンとともに、フリアンの息子が暮らしているアムステルダムを訪れる。

## キャスト
- フリアン : リカルド・ダリン（英語版）
- トマス : ハビエル・カマラ
- トルーマン : トロイロ（犬）
- フリアンのいとこパウラ : ドローレス・フォンシ（英語版）
- ルイス : エドゥアルド・フェルナンデス
- 獣医 : アレックス・ブレンデミュール
- 医師 : ペドロ・カサブランク（英語版）
- プロデューサー : ホセ・ルイス・ゴメス・ガルシア（英語版）
- 葬儀屋 : ハビエル・グティエレス
- グロリア : エルビラ・ミンゲス（英語版）
- フリアンの息子ニコ : ウリオール・プラ（スペイン語版）
- 女性2 : ナタリエ・ポサ
- 女性1 : アガタ・ロカ
- 里親候補の女性 : スシ・サンチェス
- レストランの俳優 : フランセスク・オレーリャ（スペイン語版）
- レストランの女優 : アナ・グラシア
- モニカ : シルビア・アバスカル（スペイン語版）

## 評価
2000年に『クランパック』（『ニコとダニの夏』）で長編映画デビューしたセスク・ゲイは、スペインの新世代映画監督の主要人物であるとされている。2015年のサン・セバスティアン国際映画祭では、リカルド・ダリンとハビエル・カマラが揃って主演男優賞を受賞した。2016年2月に開催された第30回ゴヤ賞では、作品賞、監督賞、脚本賞、主演男優賞（ダリン）、助演男優賞（カマラ）の5部門（最多）を受賞した。

## 受賞とノミネート

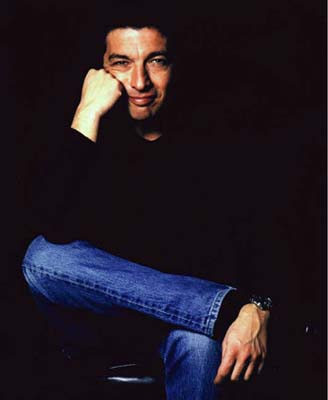
サン・セバスティアン国際映画祭で主演男優賞を受賞したダリン

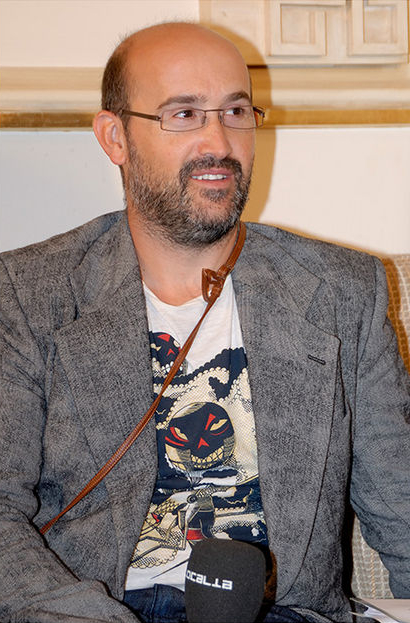
同じくサン・セバスティアン国際映画祭で主演男優賞を受賞したカマラ

| 映画賞                               | 部門         | 対象                              | 結果       |
| ------------------------------------ | ------------ | --------------------------------- | ---------- |
| 第63回サン・セバスティアン国際映画祭 | 作品賞       | 作品賞                            | ノミネート |
| 第63回サン・セバスティアン国際映画祭 | 主演男優賞   | ハビエル・カマラ リカルド・ダリン | 受賞       |
| 第3回フェロス賞                      | ドラマ作品賞 | ドラマ作品賞                      | ノミネート |
| 第3回フェロス賞                      | 監督賞       | セスク・ゲイ                      | ノミネート |
| 第3回フェロス賞                      | 脚本賞       | セスク・ゲイ トマス・アラガイ     | 受賞       |
| 第3回フェロス賞                      | 主演男優賞   | ハビエル・カマラ                  | ノミネート |
| 第3回フェロス賞                      | 主演男優賞   | リカルド・ダリン                  | 受賞       |
| 第3回フェロス賞                      | 助演女優賞   | ドローレス・フォンシ              | ノミネート |
| 第30回ゴヤ賞                         | 作品賞       | 作品賞                            | 受賞       |
| 第30回ゴヤ賞                         | 監督賞       | セスク・ゲイ                      | 受賞       |
| 第30回ゴヤ賞                         | 脚本賞       | セスク・ゲイ トマス・アラガイ     | 受賞       |
| 第30回ゴヤ賞                         | 主演男優賞   | リカルド・ダリン                  | 受賞       |
| 第30回ゴヤ賞                         | 助演男優賞   | ハビエル・カマラ                  | 受賞       |
| 第30回ゴヤ賞                         | 編集賞       | パブロ・バルビエリ                | ノミネート |